# Wilhelm Benoit
Eduard Wilhelm Franz Benoit [bə.nwa] (* 12. August 1826 in Märkisch Friedland; † 3. März 1914 in Karlsruhe) war Baumeister und Mitglied des Deutschen Reichstags.

## Leben
Benoit besuchte das Gymnasium in Stargard (Pommern) und die Königliche Bauakademie in Berlin von 1847 bis 1850. 1846 war er Regierungs-Feldmesser bei dem Bau der Stargard-Posener Eisenbahn. 1849 war er Regierungs-Bauführer bei dem Bau des Weichsel-Nogat-Kanals und 1854 Regierungs-Baumeister bei dem Bau der Kölner Rheinbrücke und der Deutz-Gießener Eisenbahn. 1863 war er Kreis-Baumeister in Wesel, 1870 Bauinspektor in Siegen und ab 1872 Hafenbauinspektor in Swinemünde. Zwischen 1875 und 1891 war er Regierungs- und Baurat in Köslin, zuständig für Wasser- und Hafenbauten. In Swinemünde war er auch Amtsvorsteher des fiskalischen Amtsbezirks „Swinemünder-Hafengrund“ und Mitglied der Kreissynode Usedom-Wollin. Von 1877 bis 1891 war er Mitglied der Kreissynode Köslin und von 1881 bis 1890 desgleichen der Pommerschen Provinzialsynode.
Von Juni 1895 bis 1898 war er Mitglied des Deutschen Reichstags für den Wahlkreis Köslin 3 (Köslin, Kolberg-Körlin, Bublitz) und die Freisinnige Vereinigung.